# 北投查宅血案
北投查宅血案是於1974年四月於台北市北投區翠嶺路十五號發生的滅門血案，因此又名翠嶺路命案，命案現場為當時的三重市私立東海中學董事長查綏之家。
命案的五名死者分別為查名杰（查綏之次子）、嚴興中（查綏之外孫，母親為查綏之長女查名婉）、嚴筱梅（查綏之外孫女，母親為查名婉）、王筱芬（查綏之外孫女，母親為查名婉，但因過繼給查綏之在美國的三女兒查名媛，因此隨姨丈之姓姓王）、陳玉珍（查家的女傭，與王筱芬同在查名婉的房間內遇害）。
至於查綏之夫婦與同住在家中的長子查名仁、長女查名婉則因命案當時不在家中而倖免於難。
命案第一發現者為查家司機趙發治，他當天按照慣例到查家接小孩子上學，沒想到卻發現查家大門沒有上鎖，進入屋內後發現五人被殺，立刻到北投分局報案。
由於查綏之政商關係相當好，本身又是將校退役，有軍方背景，因此此案引起當局極大重視，包括當時的刑事警察局長酈俊厚，台北市警察局長王魯翹，台北市刑警大隊大隊長盧金波均在第一時間趕到現場。
查家本身的家境相當富裕，再加上查名仁清點家中財物後，發現查名杰隨身攜帶的十五萬現金（查名杰負責東海中學的財務，十五萬元為隔日東海中學教職員發薪水之用）以及家中原本有的收音機.放映機.洋酒等物品都不翼而飛，另外查家的一輛雪佛蘭轎車亦不見了，因此警方初步認定兇手的目的應是劫財，而目標則是查名杰。
當時能擁有轎車的人不多，雪佛蘭轎車又是外國進口車，性能與國產車完全不同，能開的人更少，警方認為兇手必是對這種車輛有相當熟悉度的人。
經過驗屍後發現除了嚴筱梅之外的四名死者均是被刀刃刺殺，但本案至今無法解開的最大疑點卻也在此處，因為法醫認為四名死者是由兩種不同的刀刃所殺，再加上警方認為案發時雖是深夜，而且查家本身對外防備並不十分嚴密，比如大門以及落地窗很少上鎖，（這也是為什麼當天早上趙發治能進入屋內的原因）但如果是一個人要一口氣殺害五人難度似乎太高，因此認為兇手應是兩人甚至多人。
最重要的是，整個命案現場除了查名杰陳屍的臥室壁櫥被打開（由於查綏之夫婦不在家，查名杰當晚是睡在他父母的房間內）.以及他隨身攜帶的手提箱被撬開之外，其他地方均十分乾淨整齊，不只門窗未被破壞，甚至沒有任何打鬥掙扎的跡象。
而且五名死者均是在臥室內遇害，其中三個未成年的孩子甚至是倒臥在床上，除了陳玉珍之後連一絲逃跑的跡象也無（陳玉珍是倒臥在電話機前，因此警方判斷兇手在殺害查名杰時可能驚醒了她被她發現，她跑回房中打算報警，卻被兇手趕上殺害，連帶的使得同睡一房的王筱芬被兇手滅口）可見兇手行兇速度快到讓其他人來不及反應即被殺害。